# 자클린 호바르트
자클린 호바르트(네덜란드어: Jacqueline Govaert, 1982년 4월 20일 ~ )는 네덜란드의 가수, 작곡가, 피아니스트이다.